# Odstřelovač (seriál)
Odstřelovač (v anglickém originále Shooter) je americký dramatický televizní seriál natočený podle stejnojmenného filmu z roku 2007 a románu Stephena Huntera Point of Impact z roku 1993. V seriálu hraje Ryan Phillippe v hlavní roli Boba Lee Swaggera, odstřelovače Námořní pěchoty Spojených států amerických v důchodu žijícího v ústraní, který je povolán zpět do akce poté, co se dozví o spiknutí s cílem zabít prezidenta. Stanice USA Network objednala pilot v srpnu 2015 a samotný seriál pak v únoru 2016.
Seriál měl mít původně premiéru 19. července 2016, ale byl odložen na 26. července kvůli střelbě na policisty z 7. července v Dallasu. Dne 17. července 2016 ale došlo k další střelbě na policisty v Baton Rouge v Louisianě a tak byl seriál znovu odložen. Dne 3. října 2016 stanice oznámila nové datum premiéry Odstřelovače, a to 15. listopadu 2016.  Dne 19. prosince 2016 byl seriál obnoven pro druhou řadu, která měla premiéru 18. července 2017. Dne 4. prosince 2017 stanice USA Network prodloužila seriál o třetí řadu, která měla premiéru 21. června 2018.
Dne 15. srpna 2018 stanice USA Network zrušila seriál po třech řadách, jehož finální epizoda byla odvysílána 13. září 2018.
V Česku měl seriál premiéru 15. prosince 2020 na Prima Cool.

## Obsazení

### Hlavní role
- Ryan Phillippe (český dabing: Jan Dolanský) jako Bob Lee Swagger, vysoce kvalifikovaný člen Force Recon Marine a MARSOC CSO průzkumný odstřelovač[12]
- Shantel VanSanten (český dabing: Nina Horáková) jako Julie Swaggerová, Bobova manželka[13]
- Cynthia Addai-Robinson (český dabing: Irena Máchová) jako Nadine Memphisová, agentka FBI[14]
- Eddie McClintock (český dabing: Jakub Saic) jako Jack Payne, agent CIA zapletený do spiknutí proti Swaggerovi (hlavní: první řada; host: třetí řada)[15]
- Omar Epps  (český dabing: Petr Gelnar) jako Isaac Johnson, agent tajné služby, který je také bývalým kapitánem Force Recon Marine, MARSOC CSO, a velícím důstojníkem Boba Lee Swaggera[16]
- Josh Stewart (český dabing: Marek Holý) jako T. Solotov, čečenský mistrovský odstřelovač, se kterým se Bob Lee dříve střetl (řady 2–3)
- Jesse Bradford (český dabing: Ivo Hrbáč) jako Harris Downey, zaměstnanec DC, který se kdysi zapletl s Nadine (vedlejší: druhá řada; hlavní: třetí řada)
- Gerald McRaney jako Red Bama Sr., majitel Bama Cattle a podtajemník na ministerstvu zemědělství (třetí řada)

### Vedlejší role
- Lexy Kolker (český dabing: Linda Křišťálová) jako Mary Swaggerová, dcera Boba Leeho a Julie
- William Fichtner jako Rathford O'Brien, Bobův bývalý instruktor střelby
- Beverly D'Angelo (český dabing: Dagmar Čárová) jako Patricia Gregsonová, bývalá poradkyně pro národní bezpečnost[17]
- David Marciano (český dabing: Jiří Valšuba) jako Howard Utey, Nadinin nadřízený v FBI (první řada)
- Tom Sizemore (český dabing: Libor Terš) jako Hugh Meachum, CIA black ops operátor s neznámými motivy (první řada)
- Sean Cameron Michael (český dabing: Luděk Čtvrtlík) jako Grigory Krukov, ruský agent FSB (první řada)[18]
- David Chisum jako Jim Wallingford, Annin manžel a Juliin švagr (první řada)
- Desmond Harrington jako Lon Scott, CEO Anhur Dynamics (první řada)
- Delaina Mitchell (český dabing: Terezie Taberyová) jako Anna Wallingfordová, Juliina sestra a Maryina teta (první a třetí řada)
- David Andrews jako Sam Vincent, Bobův blízky přítel a právník (první a třetí řada)
- Matt Shallenberger jako John Wheeler, tajemný agent Atlasu (host: první řada, vedlejší: třetí řada)
- Rob Brown (český dabing: Radek Hoppe) jako Donny Fenn, Swaggerův nejlepší přítel a pozorovatel, kterého zabil Solotov (řady 1–2)
- Michelle Krusiec (český dabing: Tereza Martinková) jako Lin Johnsonová, Isaacova věrná manželka (řady 1–2)
- Jerry Ferrara (český dabing: Jiří Krejčí) jako Kirk Zehnder, bývalý mariňák, který vždy detekuje spiknutí a je součástí základního týmu Boba Lee Swaggera (druhá řada)
- Todd Lowe (český dabing: Ivo Novák) jako Colin Dobbs, bývalý mariňák v Swaggerově jednotce, nyní žijící v Texasu hodinu od Swaggerova ranče (druhá řada)
- Patrick Sabongui (český dabing: Lukáš Jurek) jako Yusuf Ali, azákladní člen Swaggerova původního týmu (druhá řada)
- Jaina Lee Ortiz jako Angela Tiová, aktivní členka námořní pěchoty, která dříve sloužila u jednotky Boba Leeho (druhá řada)
- Troy Garity ako Jeffrey Denning, ostřílený investigativní novinář, kterému velmi záleží na výkonu spravedlnosti (druhá řada)
- John Marshall Jones jako šerif Brown, místní orgán činný v trestním řízení v rodném městě Boba Leeho a dlouholetý přítel (řady 2–3)
- Harry Hamlin jako senátor Addison Hayes, tajemný a mocný duchovní otec, jehož agenda narazí na Swaggera (řady 2–3)[19]
- Derek Phillips jako Earl Swagger, otec Boba Leeho, vietnamský veterán, který byl šerifem v rodném městě Boba Leeho, než byl zabit v roce 1988 (třetí řada)
- Tait Blum jako mladší Bob Lee (třetí řada)
- Conor O'Farrell jako Rick Culp, vězeňský dozorce v západním Texasu, který se mohl podílet na smrti Earla Swaggera (třetí řada)
- Eric Ladin jako Red Bama Jr., syn Reda Sr., který zoufale chce respekt a důvěru svého otce (třetí řada)
- Brian Letscher jako Bert Salinger, zaměstnanec Reda Bamy Sr., který hlídá Reda Jr. (třetí řada)
- Felisha Terrell jako Carlita Cruiseová, bývalá agentka Atlasu začleněná do ministerstva zemědělství, která pomáhá Nadine a Isaacovi sundat její bývalé zaměstnavatele (třetí řada)
- Mallory Jansen jako Margo, agentka ministerstva spravedlnosti, která se roky pokoušela svrhnout Atlas (třetí řada)
- Kurt Fuller jako Andrew Gold, zástupce náčelníka štábu prezidenta USA a vysoce postavený člen Atlasu (třetí řada)
- Dee Wallaceová jako Katherine Mansfieldová, dlouholetý bývalý plánovač misí pro Atlas, který je nyní nucen pobývat v ústavu pro duševně choré (třetí řada)
- Michael O'Neill jako Ray Brooks, federální soudce nominovaný na neobsazené místo u Nejvyššího soudu USA a pracovníka Atlasu (třetí řada)

## Řady a díly
| Řada | Díly | Premiéra v USA     | Premiéra v USA | Premiéra v ČR     | Premiéra v ČR  |
| Řada | Díly | První díl          | Poslední díl   | První díl         | Poslední díl   |
| ---- | ---- | ------------------ | -------------- | ----------------- | -------------- |
| 1    | 10   | 15. listopadu 2016 | 17. ledna 2017 | 15. prosince 2020 | 5. ledna 2021  |
| 2    | 8    | 18. července 2017  | 5. září 2017   | 6. ledna 2021     | 25. ledna 2021 |
| 3    | 13   | 21. června 2018    | 13. září 2018  | 26. ledna 2021    | 23. února 2021 |

## Produkce
Dne 6. července 2016, při natáčení scény na letišti Agua Dulce Airpark herec Tom Sizemore omylem srazil jednoho z kaskadérů. Sizemore měl vstoupit do Cadillacu Escalade a zůstat tam, dokud scéna neskončila, ale koordinátor kaskadérů mu řekl, aby se vytáhl, aniž by si uvědomil, že kaskadér je za ním.
Dne 26. července 2017 bylo pořadí epizod druhé sezóny sníženo z plánovaných deseti epizod na osm epizod již natočených poté, co si 16. července 2017 Ryan Phillippe zlomil nohu, při incidentu, který nesouvisí se seriálem.